# 中国深度财经
中国深度财经是凤凰卫视的周播财经资讯节目，主持人为张彤、陈辰。节目就中国宏观经济走向、股市梳理、基金理财、房产走势等热点话题展开讨论，每期都请知名的经济专家参与讨论，带来最直观的财经梳理。现安排在凤凰卫视资讯台播出。
此節目於2016-2021年間獲得北京銀行冠名贊助，2022年起改由太平洋保險冠名贊助。

## 播出时间[2]
- 首播：星期六19:15-20:00
- 重播：星期日17:15-18:00（2014年及之前為14:15-15:00）、星期一02:15-03:00

## 节目环节
节目的第一节会播出深度报道，第二节则是投资计略，第三节则是环球财经快报，另外该节目也会发布由新华浙江大宗商品交易中心提供的新华（杭州）大宗商品系列指数。

## 外部連結
- 节目官网（页面存档备份，存于）